# Городские населённые пункты Костромской области
В состав Костромской области России входят 19 городских населённых пунктов, в том числе:
- 12 городов, среди которых выделяются:
  - 8 городов областного значения (в списке выделены оранжевым цветом), из них в рамках организации местного самоуправления 6 образуют городские округа, 1 (Нея) входит в одноимённый муниципальный округ и 1 (Нерехта и ) в одноимённый муниципальный район,
  - 4 города районного значения;
- 7 посёлков городского типа (городских посёлков), из них в рамках организации местного самоуправления 7 входят в одноимённые муниципальные районы и 1 (пгт Ветлужский) входит в городской округ.

## Города
| №  | название     | мун. район / мун./гор. округ     | население (чел.) | основание / первое упоминание | статус города | герб | прежние названия |
| -- | ------------ | -------------------------------- | ---------------- | ----------------------------- | ------------- | ---- | ---------------- |
| 1  | Буй          | город Буй                        | ↘20 564          | 1536                          | 1719          |      |                  |
| 2  | Волгореченск | город Волгореченск               | ↘14 355          | 1964                          | 1994          |      |                  |
| 3  | Галич        | город Галич                      | ↘12 856          | 1159                          | 1237          |      | Галич Мерьский   |
| 4  | Кологрив     | Кологривский муниципальный округ | ↘2468            | XVII век                      | 1778          |      |                  |
| 5  | Кострома     | город Кострома                   | ↘265 761         | 1152                          | 1152          |      |                  |
| 6  | Макарьев     | Макарьевский район               | ↘5463            | 1439                          | 1778          |      | Макарьев-на-Унже |
| 7  | Мантурово    | город Мантурово                  | ↘13 043          | 1617                          | 1958          |      |                  |
| 8  | Нерехта      | Нерехтский район                 | ↘19 977          | 1214                          | 1778          |      |                  |
| 9  | Нея          | Нейский муниципальный округ      | ↘7816            | 1906                          | 1958          |      |                  |
| 10 | Солигалич    | Солигаличский район              | ↘5534            | 1335                          | 1778          |      | Соль Галичьская  |
| 11 | Чухлома      | Чухломский район                 | ↘4252            | 1381                          | 1778          |      |                  |
| 12 | Шарья        | город Шарья                      | ↘20 439          | 1906                          | 1938          |      |                  |

### Населённые пункты, утратившие статус города
Сохранились, но потеряли статус города:
- Кадый — ныне пгт. Город с 1778 по 20 февраля 1924.
- Парфеньев — ныне село Парфеньево. Город с 1708 по 1797.
- Судай — ныне село. Город до 2-й половины XVIII века.
- Судиславль — ныне пгт. Город с 1719 по 1925.
- Унжа — ныне село. Город до 20 февраля 1924.

## Посёлки городского типа (городские посёлки)
| № | название         | муниципальный район / гор. округ | население (чел.) | основание / первое упоминание | статус пгт | герб | прежние названия    |
| - | ---------------- | -------------------------------- | ---------------- | ----------------------------- | ---------- | ---- | ------------------- |
| 1 | Ветлужский       | город Шарья                      | ↘9548            |                               | 1938       |      | Голыши (до 1961)    |
| 2 | Кадый            | Кадыйский район                  | ↘3102            | 1546                          | 1971       |      |                     |
| 3 | Красное-на-Волге | Красносельский район             | ↘6950            | 1569                          | 1957       |      | Красное             |
| 4 | Поназырево       | Поназыревский район              | ↗4127            | 1906                          | 1957       |      |                     |
| 5 | Судиславль       | Судиславский район               | ↘4158            | 1360                          | 1963       |      |                     |
| 6 | Сусанино         | Сусанинский район                | ↘3008            | XVI век                       | 1970       |      | Молвитино (до 1939) |
| 7 | Чистые Боры      | Буйский район                    | ↘4048            |                               | 1979       |      |                     |

### Населённые пункты, утратившие статус пгт
- Антропово — пгт с 1970 года. Преобразован в сельский населённый пункт в 1992 году.
- Волгореченск — пгт с 1964 года. Преобразован в город в 1994 году.
- Вохма — пгт с 1964 года. Преобразован в сельский населённый пункт в 1992 году.
- Горчуха — пгт с 1960 года. Преобразован в сельский населённый пункт в 1992 году.
- Зебляки — пгт с 1957 года. Преобразован в сельский населённый пункт в 1997 году[7].
- Караваево — пгт с 1965 года. Преобразован в сельский населённый пункт в 1992 году.
- Космынино — пгт с 1934 года. Преобразован в сельский населённый пункт в 2004 году[8].
- Мантурово — пгт с 1927 года. Преобразован в город в 1958 году.
- Нея — пгт с 1926 года. Преобразован в город в 1958 году.
- Октябрьский — пгт с 1939 года. Преобразован в сельский населённый пункт в 1997 году[7].
- Островское — пгт с 1965 года. Преобразован в сельский населённый пункт в 1992 году.
- Полдневица — пгт с 1958 года. Преобразован в сельский населённый пункт в 1997 году[7].
- Шарья — пгт с 1928 года. Преобразован в город в 1938 году.
- Шекшема — пгт с 1959 года. Преобразован в сельский населённый пункт в 1997 году[7].
- Юровский — пгт с 1935 года. Включён в состав города Мантурово в 1958 году.
- Якшанга — пгт с 1939 года. Преобразован в сельский населённый пункт в 1997 году[7].